# 邁克爾·科爾格拉斯
邁克爾·科爾格拉斯（英語：Michael C. Colgrass, 1932年4月22日—2019年7月2日）是一位在美國出生的加拿大裔音樂家、作曲家及教育家。

## 演奏生涯
邁克爾·科爾格拉斯是以爵士音樂家的身份在芝加哥開始其音樂生涯。他在1954年畢業於伊利諾伊大學，獲得了敲擊樂演奏及作曲學位，曾跟隨Aspen音樂節的大流士·米堯和坦格活德的盧卡斯·福斯學習。邁克爾·科爾格拉斯在德國斯圖加特的第七軍交響樂團擔任了敲擊樂演奏家，兩年後轉到紐約市擔任自由敲擊樂演奏家長達十一年。邁克爾·科爾格拉斯曾與紐約愛樂樂團、大都會歌劇院、Dizzy Gillespie，現代爵士唱片交響樂團的Stravinsky Conducts Stravinsky系列以及眾多芭蕾舞，歌劇和爵士樂團合作演出。除了參與演出及錄音外，他在紐約期間繼續跟隨沃林福德·里格和班·韋伯學習作曲。

## 作曲生涯
邁克爾·科爾格拉斯收到紐約愛樂樂團、波士頓交響樂團（兩次）、以及明尼蘇達州、底特律、舊金山、聖路易斯、匹茲堡、華盛頓、多倫多的管弦樂團（兩次)、國家藝術中心管弦樂團（兩次） 、加拿大廣播公司、林肯中心室內音樂協會、曼哈頓和繆爾弦樂四重奏、英格蘭的布萊頓音樂節、弗洛姆和福特基金會、公共廣播公司以及眾多其他樂團、室內樂團、合唱團和獨奏家等人的委託而創作音樂。
邁克爾·科爾格拉斯的交響樂曲《Déjàvu》獲得了1978年普利策音樂獎，該樂曲由紐約愛樂樂團委託並首演。此外，由於PBS紀錄片《探空：邁克爾·科爾格拉斯的音樂》，他於1982年獲得了艾美獎。其他獎項還包括兩次古根海姆獎學金、洛克菲勒獎、巴洛和薩德勒國際管樂比賽一等獎、以及1988年朱爾斯·萊格新室內樂獎。
邁克爾·科爾格拉斯最近的作品包括由波士頓交響樂團委託製作的長笛，鋼琴和管弦樂隊的樂曲Crossworlds（2002），並由獨奏家瑪麗娜·皮奇尼尼和海夫·里格首演。 2003年，邁克爾·科爾格拉斯與多倫多交響樂團首演了邁克爾·科爾格拉斯改編巴赫-戈德堡變奏曲的新室內樂團版本。他的作品還出現在Mark Hetzler的2015年唱片《布魯斯，民謠和超越》中。
最近，邁克爾·科爾格拉斯設計了一種向孩子們傳授音樂創造力的系統，他曾向中學和高中音樂老師教授過這種系統，後者使用他的技術教孩子們創作和演奏自己的音樂。邁克爾·科爾格拉斯曾在《音樂教育家日報》（2004年9月）和意大利教育雜誌《成人》中發表了一些文章，向世界介紹自己的想法。
邁克爾·科爾格拉斯與哈里·帕奇的合奏團一起演出。
邁克爾·科爾格拉斯住在加拿大安大略省的多倫多，以作曲家的身份在國際上謀生。他的妻子烏拉·科爾格拉斯是一名記者和編輯，主要撰寫有關音樂及藝術的文章，而他的兒子尼爾·科爾格拉斯是一名編輯、記者及編劇。
邁克爾·科爾格拉斯於2019年7月2日去世，享年87歲。

## 著名作品
敲擊樂作品
- 《三兄弟》
- 《定音鼓小協奏曲》

## 知名學生
- 約翰·貝爾加莫

## 外部連結
- Michael Colgrass' page at Carl Fischer
- Official site （页面存档备份，存于）
- Canadian Encyclopedia article
- Works of Michael Colgrass at Carl Fischer, music publishers.
- Interview with Michael Colgrass （页面存档备份，存于）, December 17, 1986